# Metrobús (Mexico-Stad)

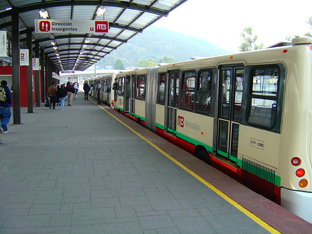
Metrobússtation Indos Verdes

De Metrobús is een systeem van hoogwaardig openbaar vervoer in Mexico-Stad.
De Metrobús maakt gebruik van bestaande wegen, maar op een apart aangelegde busbaan, zodat er geen conflict is met ander verkeer. De reistijd op de route die de Metrobús aflegt kon hierdoor met 50% verminderd worden, en tevens leidt het systeem tot een verminderde verkeersdrukte en luchtvervuiling. Een kaartje voor de Metrobús kost 6,00 peso.
Het systeem bestaat uit 7 lijnen; lijn 7 opereert langs de iconische boulevard Paseo de la Reforma en opende in februari 2018.

## Geschiedenis
De Metrobús was een project van burgemeester Andrés Manuel López Obrador, en gebaseerd op vergelijkbare systemen in andere Latijns-Amerikaanse hoofdsteden en de Optibús in de Mexicaanse stad León. De eerste lijn van 19,5 kilometer werd geopend in 2005, deze volgt de Avenida de los Insurgentes van Indios Verdes tot Ciudad Universitaria. Het systeem bleek een succes, en in 2007 werd overgegaan tot het verlengen van deze lijn tot Tlalpan in het zuiden en het aanleggen van een tweede lijn op de Eje 4 Sur. Deze uitbreidingen werden voltooid in 2008. In 2011 werd een derde lijn voltooid van Tenayuca naar Etiopía over de Eje Central Lázaro Cárdenas. Er bestaan plannen voor een vierde lijn die het systeem zou moeten verbinden met de Internationale Luchthaven van Mexico-Stad.